# 石川優子
石川 優子（いしかわ ゆうこ、1958年〈昭和33年〉10月3日 - ）は、日本の歌手、シンガーソングライター。本名、田中 優子。旧姓、石川。

## 来歴
大阪府大東市出身。大阪府立四條畷高等学校、大手前女子短期大学卒業。
小学校4年生の時に守口市少年少女合唱団に10倍以上の競争率を乗り越え合格した。中学3年でギターをはじめ、高校時代は女性デュオの「スリーピー」、高校3年から短大にかけてはバンドの「ファンタスティック」などに参加して活動した。1978年、第16回ヤマハポピュラーソングコンテスト（通称ポプコン）つま恋本選会に、CHAGE and ASKA、円広志、大友裕子、クリスタルキングらと共に出場し、「夜の雨」を歌った。
1979年、国際チリ音楽祭に「悲しさ夢色」で出場した。同年3月「沈丁花」でプロデビューした。続く2枚目シングルでは、石川本人が作詞・作曲した「レット・ミー・フライ」をリリースした。同年10月発売の三枚目のシングル「クリスタル モーニング」が、本人出演の「コルゲントローチ」CM曲となり、スマッシュヒットした。1981年には、シングル「シンデレラ サマー」が同年のJAL沖縄キャンペーンソングに使用された。
ラジオ番組のDJとしても人気を集め、『MBSヤングタウン』木曜日をはじめとして、数々の番組を担当した。また、音楽活動だけに留まらずタレントとしても活動した。グラマラスな体型をグラビア雑誌で披露することもあった。
「シンデレラ サマー」のヒットの際には、『ザ・ベストテン』（TBS）に7週連続登場した。『ザ・ベストテン』の放送日が『MBSヤングタウン』の担当曜日である木曜日であったので、MBSの千里丘スタジオや隣のミリカプールなどで毎回中継が行われていた。
1983年頃から、他のアーティストやアイドルへ楽曲提供するようになる。1983年に河合奈保子、1984年には早見優、さらには冨永みーな、デューク・エイセス等にも作品を提供し、ソングライターとしての活動も活発に行う。
1984年、「石川優子とチャゲ」名義でシングル曲「ふたりの愛ランド」をリリースした。同曲は、「シンデレラ サマー」と同じくJAL沖縄キャンペーンソングに使用された。チャゲ作曲の小気味よいデュエット曲はその夏の代表的なヒット曲となり、ザ・ベストテンには11週連続登場（最高2位）する快挙であった。オリコン年間ランキングにおいては16位、ザ・ベストテン年間ランキングでは10位を獲得した。
1987年、所属していたラジオシティレコード（文化放送出資）が文化放送と渡辺プロダクションとの合弁会社であったアポロン音楽工業に吸収統合され、東芝EMIに移籍する。
1990年7月、ファイナルコンサート「愛を眠らせないで」（浜松、東京、京都、大阪の四都市公演）を最後に、歌手活動から引退した。
1994年、香西かおり、益子直美、荻野目洋子らに楽曲を提供した。その後も、断続的ではあるが、DJや映画評論などの仕事は続けている。
2009年3月、Chageのアルバム「Many Happy Returns」に「ふたりの愛ランド2009」を収録した。25年ぶりにデュエットでこの曲のレコーディングを行った。
2016年春、ポプコン出身者が集まるライブ「僕らのポプコンエイジ」に出演した。1990年以来26年ぶりに復帰した。

## 人物
歌手引退後にニューヨークに留学した。1994年に元マネージャーと結婚し、1996年に第1子となる男児を出産した。
趣味はスポーツ観戦で、特にプロレス観戦を好む。好きな選手は寺西勇、スタン・ハンセンである。また、大相撲では、青葉山のファンを公言し、雑誌で対談を行なった。
プロ野球埼玉西武ライオンズ（発表当時は西武ライオンズ）の応援歌「吠えろライオンズ」の作詞・作曲を手掛けている。

## ディスコグラフィー

### シングル
- 石川優子名義

1. 沈丁花【1979年3月25日 / ラジオシティレコード / RD-1014】
2. レット・ミー・フライ【1979年7月5日 / ラジオシティレコード / RD-2001】
3. クリスタル モーニング【1979年11月25日 / ラジオシティレコード / RD-2008】
4. ラブ イズ ドリーム【1980年3月21日 / ラジオシティレコード / RD-2012】
5. 素敵なモーニング【1980年7月5日 / ラジオシティレコード / RD-4003】
6. Kiss me すうぃ〜と【1980年11月5日 / ラジオシティレコード / RD-4010】
7. シンデレラ サマー【1981年3月5日 / ラジオシティレコード / RD-4017】
8. 恋のトラブルメーカー【1981年9月5日 / ラジオシティレコード / RD-4027】
9. 真夜中のラブコール【1981年12月5日 / ラジオシティレコード / RD-4031】
10. フラミンゴ【1982年4月21日 / ラジオシティレコード / RD-4039】
11. 涙のソリティア【1982年8月21日 / ラジオシティレコード / RD-4047】
12. 誘惑のプレリュード【1983年5月21日 / ラジオシティレコード / RD-4068】
13. デスティニー【1983年10月21日 / ラジオシティレコード / RD-4075】
14. 風のセレナーデ【1984年2月5日 / ラジオシティレコード / RD-4080】
15. 5分でSunset【1984年12月5日 / ラジオシティレコード / RD-4089】
16. 春でも夏でもない季節【1985年4月21日 / ラジオシティレコード / RD-4097】
17. 涙のロートレック【1985年9月21日 / ラジオシティレコード / RD-4102】
18. 愛を振り向かないで【1986年4月20日 / ラジオシティレコード / RD-4108】
19. ニール・サイモンも読みかけのままで【1986年9月21日 / ラジオシティレコード / RD-801】
20. ヴィーナスは泣かない【1987年8月26日 / 東芝EMI / WTP-17991】
21. ドリーミー・ドリーマー【1988年4月6日 / 東芝EMI / RT07-2076】
22. 約束のアルカディア【1988年10月26日 / 東芝EMI / RT07-2202】
23. Silent Melody【1989年9月6日 / 東芝EMI / RT07-2411】

- 石川優子とチャゲ名義

1. ふたりの愛ランド【1984年4月21日 / ラジオシティレコード / RD-4084】

### オリジナル・アルバム
1. 優子 ときめくころ【1979年10月25日 / ラジオシティレコード / RL-1001】
2. YUKO LOVE FEELING【1980年5月1日 / ラジオシティレコード / RL-1005】
3. Fly Away【1980年11月21日 / ラジオシティレコード / RL-3004】
4. シンデレラサマー【1981年6月21日 / ラジオシティレコード / RL-3009】
5. Spicy【1981年12月5日 / ラジオシティレコード / RL-3012】
6. FULL SAIL【1982年6月21日 / ラジオシティレコード / RL-3018】
7. NUANCE【1982年12月5日 / ラジオシティレコード / RL-3021】
8. フェリアの恋人【1983年8月21日 / ラジオシティレコード / RL-3028】
9. Christmas[注釈 3]【1983年11月21日 / ラジオシティレコード / RL-2005】
10. SENTIMENTAL ROAD【1984年6月21日 / ラジオシティレコード / RL-3030】
11. 恋愛孤独人【1985年5月21日 / ラジオシティレコード / RL-3039】
12. Greeting[注釈 3]【1985年11月21日 / ラジオシティレコード / RL-2006】
13. accelerando【1986年5月21日 / ラジオシティレコード / RL-3044】
14. 生真面目で好き【1987年8月26日 / 東芝EMI / CA32-1538】
15. Stupid Cupid【1988年5月25日 / 東芝EMI / CA32-5192】
16. 月曜日のシャンプー【1989年4月8日 / 東芝EMI / RT28-5431】
17. 微笑みたちの午後【1990年2月21日 / 東芝EMI / TOCT-5634】

### 企画アルバム/ライブ・アルバム/ベスト・アルバム
1. YUKO THE BEST【1981年3月5日 / ラジオシティレコード / RL-3008】
2. BEST ONE'82 石川優子【1981年10月21日 / ラジオシティレコード / RLC-5002】
3. Collections【1984年8月5日 / ラジオシティレコード / RL-3032】
4. THE COMPLETE SINGLES【1986年11月21日 / ラジオシティレコード / RL-2007】
5. REMEMBER【1987年12月25日 / 東芝EMI / RT28-5078】
6. Hello, Holy Night【1988年11月26日 / 東芝EMI / CT32-5341】
7. SINGLE COLLECTION （1985-1988） "春でも夏でもない季節"【1989年8月9日 / 東芝EMI / CT32-9019】
8. SINGLE COLLECTION （1981-1984） "ふたりの愛ランド"【1989年11月8日 / 東芝EMI / TOCT-9054】
9. SINGLE COLLECTION （1979-1981） "レット・ミー・フライ"【1990年5月23日 / 東芝EMI / TOCT-5674】
10. 石川優子 ファイナルコンサート "愛を眠らせないで"【1990年8月29日 / 東芝EMI / TOCT-5777】
11. The Spring Song Book "CHERRY BLOSSOM'S GIFT"【1991年2月27日 / 東芝EMI / TOCT-6002】
12. The Summer Song Book "AFTER SUNBURN"【1991年5月24日 / 東芝EMI / TOCT-6131】
13. The Autumn Song Book "A PAIN OF TIME"【1991年8月30日 / 東芝EMI / TOCT-6255】
14. The Winter Song Book "SNOW ROMANCE"【1991年11月6日 / 東芝EMI / TOCT-6308】
15. 石川優子 ベスト・コレクション【1992年8月26日 / 東芝EMI / TOCT-6648】
16. モーニング・タッチ イブニング・タッチ【1992年12月9日 / 東芝EMI / TOCT-6854】
17. ポプコン・スーパー・セレクション 石川優子ベスト【2003年3月26日 / キングレコード / KICS-2407】
18. ポプコン・マイ・リコメンド 石川優子【2006年12月21日 / キングレコード / KICS-2482】
19. 石川優子 スーパー・ベスト【2010年10月8日 / カルチュア・コンビニエンス・クラブ / CCCR-8】

※「YUKO THE BEST」は、ラジオシティレコード発売当時の位置づけはオリジナル・アルバムだが、Victor 紙ジャケ復刻CDとの関係で特別企画アルバム・ライブ・アルバム・ベスト・アルバムに位置づけてある。

### 映像作品
1. Street Magic【1985年2月21日 / ヤマハ音楽振興会・ラジオシティレコード / VHS:RHM-2 / Beta:RBM-2 / 1984年11月21日 / LD:SM058-0035 / VHD:VHM-58070】
2. 石川優子 ファイナルコンサート "愛を眠らせないで"【1990年9月27日 / 東芝EMI / LD:TOLF-1073 / VHS:TOVF-1073】
3. 石川優子 コッキーポップ・コレクション Vol.1【2010年3月24日 / Sony Music Shop / DVD:DQBL-1315】
4. 石川優子 コッキーポップ・コレクション Vol.2【2012年2月8日 / Sony Music Shop / DVD:DQBL-1832】

### 楽曲提供
河合奈保子
- アルバム「SKY PARK」（1983年6月1日）※作詞・作曲（編曲：大村雅朗）
  - 恋人形
  - Dreamy Sailing
  - 初めての疑惑
  - レモネード・サンバ
  - Sky Park

早見優
- アルバム「"MUSIC"」（1984年12月1日）※作詞・作曲（編曲：伊藤銀次）
  - ALL OR NOTHING
  - 情熱ゾーン

冨永みーな
- アルバム「Mマーブル」（1985年9月30日）※作詞・作曲（編曲：萩田光雄）
  - 真夏のポートレイト
  - もっと切なくもっと優しく

デューク・エイセス
- シングル「星の旅人たち」 （1987年11月25日）※作詞・作曲（編曲：川口真） - 『NHKビデオギャラリー』エンディングテーマ曲
  - (c/w）人生を愛した君に･･･

香西かおり
- アルバム「恋慕川」（1994年5月25日）※作詞・作曲（編曲：薗広昭）
  - 恋嵐・夢一夜
  - カルアと夏に抱かれて

益子直美
- シングル「Victory 〜戦う勇者たちへ〜」（1994年8月10日）※作詞・作曲（編曲：岩本正樹） 
  - (c/w) だって日曜日

荻野目洋子
- アルバム「SCANDAL」（1994年12月16日）※作曲（一部共作。編曲：Rod Antoon）
  - Sha-La-La（作詞：荻野目洋子）
  - 恋は Peacock Paradise（作詞：石川優子）
  - くちびる重ねても（作詞：荻野目洋子）
  - 二人だけの Harmony（作詞：荻野目洋子/作曲：石川優子・JORY LEVINE）
  - 風のように、翼のように（作詞：石川優子）
  - もう一度 I love you（作詞：石川優子）
  - 形勢不利でも愛してる（作詞：石川優子/作曲：石川優子・JORY LEVINE）
  - Don't forget Maria（作詞：石川優子/作曲：石川優子・JORY LEVINE）
  - ジャンヌダルクの嘆き（作詞：石川優子）
  - SCANDAL（作詞：荻野目洋子）

成田洋明・西武ライオンズ応援合唱団
- シングル「吠えろライオンズ」（1996年3月30日） - 作詞・作曲：石川優子/編曲：鈴木豪 ※西武ライオンズ応援歌

### 参加作品・その他
- プロメテウスふたたび（1986年、EP盤（非売品）。作詞：冬杜花代子/作曲：吉実明宏/編曲：川村栄二）

（c/w）灯はEternity（作詞：冬杜花代子/作曲：花岡優平/編曲：川村栄二）
- 関西電力35周年記念長編アニメ映画「セントエルモ 光の来訪者」（松本零士原作）の主題歌及び挿入歌（カップリング曲）を歌唱。アニメ作品は1987年12月31日にポニーキャニオンよりVHSビデオでリリースされている（VHS:V98F1549）。

- ふたりの愛ランド2009 - Chageのアルバム「Many Happy Returns」（2009年3月25日、ユニバーサルミュージック）に収録。石川とChageがアレンジを変えて25年ぶりにデュエットしている。

## 出演

### テレビ番組
- 裸の大将放浪記 第5話「人の口は恐ろしいので」（1981年、関西テレビ、フジテレビ系列） - 八重 役[9]
- 世界めぐり愛 第241回「ローマの休日」・第242回「恋の街ベネチア」（1986年、TBS）

### ラジオ番組
- NISSANミッドナイトステーション そこのけ!電リク ザ・ベスト10（1983年4月 - 9月、TBSラジオ）
- オレンジ通り五番街（1979年3月 - 、文化放送）（W/梶原茂・みのもんた）[1]
- ペパーミントストリート（1979年3月 - 、文化放送）（W/八木誠）
- 雄二・優子のオドロキラジオ（1980年10月 - 1981年10月、文化放送）（W/山本雄二）
  - ばんばん・優子のグッドセンス・ナンセンス（1982年4月 - 1983年10月、文化放送）（W/ばんばひろふみ）
- チャゲ&優子のミュージックプラザ（1984年10月 - 1987年5月、文化放送）（W/チャゲ）[1]
- MBSヤングタウン木曜日（1979年10月 - 1982年3月、毎日放送、笑福亭鶴光・角淳一と出演）[1]
- 石川優子のトゥモローピープル（1980年1月 - 1982年3月、TBCラジオ）
- 石川優子・夢色気流（1982年4月 - 1988年9月、TBCラジオ）
- 石川優子・君にSoft Landing（1984年4月 - 1990年3月、かしわプロダクション制作、九州朝日放送・長崎放送・茨城放送・FM富士他全国13局ネット）
- 歌の翼に（1981年4月 - 、FM東京）
- ハマラジ座・シネマティック（1993年10月 - 、FMヨコハマ）
- 石川優子のいい朝にしたい（FM大阪）

## 書籍
- エッセイ集『夢色気流 風にまかせて』（1981年9月20日、ワニブックス）
- 写真集『時の踊り子』（1982年4月5日、ワニブックス）